# Myripristis robusta
Myripristis robusta là một loài cá biển thuộc chi Myripristis trong họ Cá sơn đá. Loài này được mô tả lần đầu tiên vào năm 1996.

## Từ nguyên
Tính từ định danh robusta trong tiếng Latinh nghĩa là "chắc khỏe", hàm ý đề cập đến cơ thể to chắc của loài cá này.

## Phạm vi phân bố và môi trường sống
M. robusta có phân bố ở Tây Thái Bình Dương, được ghi nhận tại đảo Luzon (Philippines), bờ biển tỉnh Madang (Papua New Guinea), vịnh Thái Lan và đảo Iriomote-jima (Nhật Bản).

## Mô tả
Chiều dài cơ thể lớn nhất được ghi nhận ở M. robusta là 22 cm.
Số gai ở vây lưng: 11; Số tia ở vây lưng: 14; Số gai ở vây hậu môn: 4; Số tia ở vây hậu môn: 12–13; Số lược mang ở cung mang thứ nhất: 30–32.